# Ligue australienne de baseball 2011-2012
Navigation
2010-2011 2012-2013
La Ligue australienne de baseball 2011-2012 est la 2e édition de cette compétition rassemblant l'élite des clubs australiens de baseball.  
Le coup d'envoi de la saison est donné le 4 novembre 2011.
Le tenant du titre, le Perth Heat, participe à la Série d'Asie aux côtés des champions des ligues du Japon, de la Corée du Sud et de la Chine. 
Déjà vainqueur de la saison inaugurale en 2011, le Perh Heat conserve son titre avec une victoire 2-1 en série finale, remportant le Claxton Shield 2012. 

## Participants
| \| Adelaide Bite Brisbane Bandits Canberra Cavalry Melbourne Aces Perth Heat Sydney Blue Sox \| Localisation des clubs engagés dans le championnat. |
| Adelaide Bite Brisbane Bandits Canberra Cavalry Melbourne Aces Perth Heat Sydney Blue Sox                                                           |

| Club             | Ville           | Stade                      |
| ---------------- | --------------- | -------------------------- |
| Adelaide Bite    | Adélaïde (SA)   | Coopers Stadium            |
| Brisbane Bandits | Brisbane (QLD)  | Brisbane Exhibition Ground |
| Canberra Cavalry | Canberra (ACT)  | Narrabundah Ballpark       |
| Melbourne Aces   | Melbourne (VIC) | Melbourne Showgrounds      |
| Perth Heat       | Perth (WA)      | Baseball Park              |
| Sydney Blue Sox  | Sydney (NSW)    | Blacktown Baseball Stadium |

## Saison régulière

### Classement
| Pl. | Équipe           | J  | V  | D  | %    | GB |
| --- | ---------------- | -- | -- | -- | ---- | -- |
| 1   | Perth Heat       | 45 | 34 | 11 | .756 | -  |
| 2   | Melbourne Aces   | 45 | 21 | 24 | .467 | 13 |
| 3   | Adelaide Bite    | 45 | 20 | 25 | .444 | 14 |
| 4   | Sydney Blue Sox  | 45 | 20 | 25 | .444 | 14 |
| 5   | Brisbane Bandits | 45 | 20 | 25 | .444 | 14 |
| 6   | Canberra Cavalry | 45 | 20 | 25 | .444 | 14 |

### Statistiques
| Stat | Joueur        | Équipe           | Total |
| ---- | ------------- | ---------------- | ----- |
| AVG  | Brian Burgamy | Canberra Cavalry | 0,409 |
| HR   | Brad Harman   | Perth Heat       | 15    |
| RBI  | Elliot Biddle | Melbourne Aces   | 42    |
| R    | Brian Burgamy | Canberra Cavalry | 41    |
| H    | Brian Burgamy | Canberra Cavalry | 67    |
| SB   | Mychal Givens | Perth Heat       | 15    |

| Stat | Joueur          | Équipe           | Total |
| ---- | --------------- | ---------------- | ----- |
| V    | Daniel Schmidt  | Perth Heat       | 6     |
| D    | Dushan Ruzic    | Adélaïde Bite    | 4     |
| ERA  | Warwick Saupold | Perth Heat       | 1,41  |
| K    | Mike McGuire    | Canberra Cavalry | 63    |
| IP   | Warwick Saupold | Perth Heat       | 70.0  |
| S    | Dae-Sung Koo    | Melbourne Aces   | 8     |

### Récompenses
| Semaine | Joueur          | Équipe           |
| ------- | --------------- | ---------------- |
| 1       | John Tolisano   | Canberra Cavalry |
| 2       | Masashi Nohara  | Canberra Cavalry |
| 3       | Mitchell Graham | Perth Heat       |
| 4       | John Edwards    | Melbourne Aces   |
| 5       | Denny Almonte   | Adelaide Bite    |
| 6       | James McOwen    | Perth Heat       |
| 7       | Calvin Anderson | Adelaide Bite    |
| 8       | Brandon Barnes  | Sydney Blue Sox  |
| 9       | Brian Burgamy   | Canberra Cavalry |
| 10      | Elliot Biddle   | Melbourne Aces   |
| 11      | Brian Burgamy   | Canberra Cavalry |

| Semaine | Joueur          | Équipe           |
| ------- | --------------- | ---------------- |
| 1       | Ben Moore       | Perth Heath      |
| 2       | Mike McGuire    | Canberra Cavalry |
| 3       | Nic Ungs        | Melbourne Aces   |
| 4       | Aiden Francis   | Sydney Blue Sox  |
| 5       | Yusei Kikuchi   | Melbourne Aces   |
| 6       | Hayden Beard    | Canberra Cavalry |
| 7       | Warwick Saupold | Perth Heat       |
| 8       | Alex Maestri    | Brisbane Bandits |
| 9       | Warwick Saupold | Perth Heat       |
| 10      | Dushan Ruzic    | Adélaïde Bite    |
| 11      | Darren Fidge    | Adélaïde Bite    |

## Play-off
Chaque tour se joue au meilleur des cinq rencontres. Au premier tour, premier et deuxième de la saison régulière s'affrontent pour une qualification directe en finale. Le perdant garde une chance de s'y qualifier en jouant une rencontre face au vainqueur du match entre les 3e et 4e de la saison. La finale est se déroule au meilleur des trois rencontres. 
|  | Demi-finales                     | Demi-finales                     | Demi-finales                     |  |    | Finale préliminaire                | Finale préliminaire                | Finale préliminaire                |    |           | Série finale                      | Série finale                      | Série finale                      |
|  |                                  |                                  |                                  |  |    |                                    |                                    |                                    |    |           |                                   |                                   |                                   |
|  | 26 au 29 janvier 2012 à Perth    |                                  |                                  |  |    |                                    |                                    |                                    |    |           |                                   |                                   |                                   |
|  | 1er                              | Perth                            | 3                                |  |    |                                    |                                    |                                    |    |           | 12, 13 et 14 février 2012 à Perth | 12, 13 et 14 février 2012 à Perth | 12, 13 et 14 février 2012 à Perth |
|  | 2e                               | Melbourne                        | 1                                |  |    | 1, 2 et 3 février 2012 à Melbourne | 1, 2 et 3 février 2012 à Melbourne | 1, 2 et 3 février 2012 à Melbourne |    |           | VA                                | Perth                             | 2                                 |
|  |                                  |                                  |                                  |  | PA | Melbourne                          | 3                                  |                                    | VC | Melbourne | 1                                 |                                   |                                   |
|  | 26 au 29 janvier 2012 à Adélaïde | 26 au 29 janvier 2012 à Adélaïde | 26 au 29 janvier 2012 à Adélaïde |  | VB | Sydney                             | 2                                  |                                    |    |           |                                   |                                   |                                   |
|  | 3e                               | Adélaïde                         | 1                                |  |    |                                    |                                    |                                    |    |           |                                   |                                   |                                   |
|  | 4e                               | Sydney                           | 3                                |  |    |                                    |                                    |                                    |    |           |                                   |                                   |                                   |